# Berišonščina
Berišonščina (francosko berrichon) je eden izmed romanskih oilskih jezikov iz skupine galoromanskih jezikov, ki ga govorijo v Franciji v zgodovinski pokrajini Berry. Na severu in vzhodu pokrajine je sčasoma prevladala francoščina, tako da je govora o francoskih berišonskih narečjih, o obstoju ločenega jezika pa je mogoče govoriti še na jugozahodu, in sicer na območju tako imenovane spodnje berišonščine (Bas-Berrichon). Jezik je v zadnjih generacijah močno nazadoval, so se pa pojavili napori za njegovo ohranitev. Berišonsko naj bi govorilo vsaj še okoli 100 000 ljudi, se pravi okoli 10 % prebivalstva regije.
1. ↑  Hammarström, Harald; Forkel, Robert; Haspelmath, Martin; Bank, Sebastian (24. maj 2022). »Oil«. Glottolog. Max Planck Institute for Evolutionary Anthropology. Arhivirano iz spletišča dne 8. oktobra 2022. Pridobljeno 7. oktobra 2022.